# Liulin (köpinghuvudort i Kina, Hubei Sheng, lat 31,54, long 113,23)
Liulin är en köpinghuvudort i Kina. Den ligger i provinsen Hubei, i den centrala delen av landet, omkring 150 kilometer nordväst om provinshuvudstaden Wuhan. Antalet invånare är 21 229. Befolkningen består av 10 312 kvinnor och 10 917 män. Barn under 15 år utgör 13,0 %, vuxna 15-64 år 75 %, och äldre över 65 år 10,0 %.
Runt Liulin är det ganska tätbefolkat, med 214 invånare per kvadratkilometer. Närmaste större samhälle är Junchuan, 12,6 km norr om Liulin. I omgivningarna runt Liulin växer huvudsakligen savannskog.
Genomsnittlig årsnederbörd är 1 226 millimeter. Den regnigaste månaden är september, med i genomsnitt 179 mm nederbörd, och den torraste är december, med 15 mm nederbörd.